# FLOATIN'
『FLOATIN'』（フロウティン）は、CHEMISTRY5枚目のシングル。2002年7月17日に発売。

## 解説
キャッチコピーは｢速い。新しい。ケミストリー、夏のBRAND NEW｣。
ノンタイアップ。オリコンチャート1位を獲得。
元々、本楽曲はSMAPに提供する予定であったが、SMAP側が不採用としたため、CHEMISTRY側が譲り受けた。

## 収録曲
1. FLOATIN' (5:01)
（作詞：立田野純　作曲：松尾潔・YANAGIMAN　編曲：I.S.O.)
2. BACK TOGETHER AGAIN (5:16)
（作詞：小山内舞　作曲：今井大介　編曲：柿崎洋一郎)
3. FLOATIN' （LESS VOCAL） (5:01)
4. BACK TOGETHER AGAIN （FOOTSTEPS ON THE BEACH） (4:54) リミックス・バージョン